# Richard Zimler
Richard Zimler, né le 1er janvier 1956 à Roslyn Heights est un romancier américain, auteur de best-sellers. Il vit à Porto (Portugal) où il enseigne le journalisme. Il est édité en France par Le Cherche midi, Buchet/Chastel et Actes Sud (Rouergue).

## Biographie
Son roman Le Gardien de L'Aube a reçu le 2009 Prix Alberto Benveniste. En juin 2013, le comité de lecture des Yvelines a choisi son roman Les Anagrammes de Varsovie comme meilleur polar de 2013.